# Paolo Dall'Oro
Paolo Dall'Oro (Ceggia, 12 febbraio 1956 – Venezia, 24 luglio 2022) è stato un calciatore italiano, di ruolo difensore.

## Caratteristiche tecniche
Giocò nel ruolo di difensore centrale.

## Carriera
Ha collezionato 6 presenze nel campionato di Serie A 1977-1978 nelle file del Perugia, e 40 presenze in Serie B con le maglie di Catania e Ternana.

## Palmarès

### Club

#### Competizioni internazionali
- Coppa Piano Karl Rappan: 1

Perugia: 1978